# 文体練習
『文体練習』（ぶんたいれんしゅう、フランス語: Exercices de style）は、フランスの小説家レーモン・クノーの作品である。「バスに乗っているとき、首が長く奇妙な帽子をかぶった男ともう一人の乗客との口論を目撃する。2時間後に、同じ人物がサン・ラザール駅前で友人から『オーバーコートにもう一つボタンをつけるべきだ』と助言されているのを見かける。」という1つのストーリーを99通りの異なる文体で描いている。デジデリウス・エラスムスによる1512年の修辞学の手引き『De Utraque Verborum ac Rerum Copia』の、有名な33章を思わせる作品である。

## 翻訳
| 言語                 | 訳者                                                       |
| -------------------- | ---------------------------------------------------------- |
| イタリア語           | ウンベルト・エーコ                                         |
| ウクライナ語         | ヤロスラフ・コヴァリ ユーリー・リセンコ                    |
| 英語                 | バーバラ・ライト                                           |
| エストニア語         | トリーヌ・タム ヤナ・ポリラ                                |
| エスペラント         | イシュトバーン・エルトル                                   |
| オランダ語           | ルディ・カウスブルック                                     |
| カタルーニャ語       | アニー・バッツ ラモン・リャド                              |
| ガリシア語           | Henrique Harguindey Banet ショセ・マヌエル・パソス         |
| ギリシャ語           | アキレアス・キリアキデス                                   |
| クロアチア語         | ヴラディミル・ゲリッチ                                     |
| スウェーデン語       | ラース・ハグストローム                                     |
| スペイン語           | アントニオ・フェルナンデス・フェレール                     |
| スロベニア語         | アレシュ・ベルガー                                         |
| セルビア語           | ダニロ・キシュ                                             |
| チェコ語             | パトリク・オウジェドニーク                                 |
| 中国語               | 周丹穎                                                     |
| チューリッヒドイツ語 | フェリックス・E・ウィス                                    |
| デンマーク語         | オットー・ジュル・ペデルセン                               |
| ドイツ語             | ルートヴィヒ・ハーリッヒ オイゲン・ヘルムレ                |
| トルコ語             | アーマガン・エキジ                                         |
| 日本語               | 朝比奈弘治（ISBN 4255960291） 松島征（ISBN 9784891768676） |
| ノルウェー語         | ラグナル・ホブランド                                       |
| バスク語             | シャビエル・オララ                                         |
| ハンガリー語         | ボグナー・ロベルト                                         |
| フィンランド語       | Pentti Salmenranta                                         |
| ブラジルポルトガル語 | ルイス・レゼンデ                                           |
| ブルガリア語         | ヴァシル・ソティロフ エレーナ・トマレフスカ                |
| ヘブライ語           | ロテム・アタール                                           |
| ポーランド語         | ヤン・ゴンドヴィッチ                                       |
| ポルトガル語         | H.A.メデイロス 他                                          |
| マケドニア語         | エリザベタ・トルプコフスカ                                 |
| リトアニア語         | Akvilė Melkūnaitė                                          |
| ルーマニア語         | ロムルス・ブクル                                           |
| ロシア語             | V.A.ペトロフ                                               |

原文の99種の文体の中には、フランス語による微妙なニュアンスが使われていて、他の言語での再現が不可能なものも存在する。そのような場合、翻訳者が独自に書き換えていることがある。そのため、これらは「翻訳」ではなく「翻案」であるとも言える。